# Velimir Varga
Velimir Varga, slovensko-hrvaški nogometaš, * 26. januar 1980, Ljubljana.
Med letoma 2000 in 2004 je igral pri NK Domžale, nato pa je prestopil v R. Charleroi S.C. (Belgija), kjer je v prvi sestavi in eden ključnih igralcev.